# Cainiella borealis
Cainiella borealis är en svampart som beskrevs av M.E. Barr 1959. Enligt Catalogue of Life ingår Cainiella borealis i släktet Cainiella,  och familjen Hyponectriaceae, men enligt Dyntaxa är tillhörigheten istället släktet Cainiella,  och familjen Sydowiellaceae. Arten är reproducerande i Sverige. Inga underarter finns listade i Catalogue of Life.